# 希爾鎮區 (北達科他州卡斯縣)
希爾鎮區（英語：Hill Township）是位於美國北達科他州卡斯縣的一個鎮區。

## 地方資料
希爾鎮區的面積為92.87平方千米，皆為陸地。根據2020年美國人口普查的數據，當地共有人口54人，而人口密度為每平方千米0.58人。